# Квантовий стрибок (телесеріал)
«Квантовий стрибок» (англ. Quantum Leap) — науково-фантастичний американський телесеріал, що транслювався на каналі NBC з 26 березня 1989 до 5 травня 1993 року. Був створений Дональдом Белісаріо. В головних ролях знялися Скотт Бакула (у ролі доктора Сема Бекіта), фізика, що застряг в часі після невдалого експерименту, і Дін Стоквелл (у ролі його друга Ела Калавічі), що допомагає Сему виплутатися з неприємностей.

## Сюжет
1995 рік. Розробивши теорію про те, що людина може подорожувати в часі в межах тривалості власного життя, доктор Семуель Бекіт на базі в пустелях Нью-Мексико (США) очолив надсекретний проєкт, що був названий «Квантовий стрибок». Опинившись перед необхідністю підтвердити свою теорію або втратити фінансування, доктор Сем Бекіт зробив крок в квантовий прискорювач та зник.
З цього моменту Сем переміщається в тіла інших людей в певні моменти їхнього минулого, щоб змінити історію таким чином, щоб запобігти біді, що трапилася колись давно. Врятувати життя людині, зберегти сім'ю, не залишити нерозкритим злочин. Як тільки місія завершена, Сем негайно переміщається (робить черговий квантовий стрибок, попри свою волю). У всьому йому допомагає адмірал Альберт Калавічі, він же Ел, який працював разом з ним над проєктом «Квантовий стрибок». Ел може проєктувати свою голограму в минуле, але її можуть бачити і чути тільки Сем, тварини, маленькі діти і божевільні. Він за допомогою суперкомп'ютера «Розумник» з'ясовує, що саме Сем повинен змінити.
Ні Сем, ні Ел не розуміють до кінця природу тих сил, які керують квантовими стрибками — переходами в часі. Перехід з одного часу в інший є неконтрольованим і може трапитись в самий невідповідний момент, тим не менше, для героїв очевидно, що він контролюється якимись вищими духовними силами.
Сем з'являється в минулому, озброєний новітніми знаннями з галузі природничих наук, медицини, психології. Але найбільше вченому допомагають вроджені доброта і почуття справедливості. Протягом усього серіалу доктор Бекіт, який опинився в пастці минулого, переміщається з одного життя в інше, бореться з несправедливістю і кожен раз сподівається, що наступний квантовий стрибок поверне його додому і дозволить стати самим собою.

### Остання серія
В останній серії Сем нарешті стає самим собою, але виявляється переміщеним в момент свого народження в якийсь бар, в якому відбуваються дивні речі. Ел та «Живчик» (комп'ютер) довго не можуть його знайти. Бармен відкриває Сему справжній («божественний» або «вищий») сенс його переміщень в часі. Ел та інші в кімнаті очікування дивуються, де перебуває Сем, і що з ним відбувається. Фінальні титри серіалу оповідають, що Сем зник безслідно і ніколи не зможе повернутися додому.

## Серіал в Україні
В Україні серіал «Квантовий стрибок» показували російською мовою на телеканалі «ICTV».

## Перезапуск
У січні 2020 року Джефф Бейдер, керівник програмного планування та стратегії NBC, оголосив, що мережа розглядає можливість перезапуску «Квантового стрибка» для потокового сервісу Peacock.
У січні 2022 року NBC презентував пілотний епізод відродження 6 сезону серіалу «Квантовий стрибок». Біллісаріо взяв участь у розробці, а серед шоуранерів відмічені Стівен Лілієн і Брайан Вінбрандт. Дебора Пратт і Мартін Геро стали виконавчими продюсерами. Дія пілотної серії розгортатиметься через 30 років після завершення початкової серії, а нова команда відновить проєкт «Квантовий стрибок», щоб зрозуміти що його, то і долю Сема Беккета. Реймонд Лі був призначений на головну роль у пілоті в ролі доктора Бен Сонга, людини, яка в кінцевому підсумку подорожує в часі через проєкт «Квантовий стрибок». Ерні Гадсон був обраний на роль Герберта «Чарівного» Вільямса, ведучого нової програми «Квантовий стрибок» і ветерана війни у В'єтнамі, в якого Сем вскочив у третьому епізоді сезону «Стрибок додому (частина 2) — В'єтнам».
У травні 2022 року NBC дав зелене світло на повний шостий сезон. У липні 2022 року було оголошено, що Дін Георгаріс став шоуранером.
Прем'єра запланована на 19 вересня 2022 року.